# 송포동 (고양시)
송포동(松浦洞)은 경기도 고양시 일산서구에 있는 행정동이다.

## 지명
송포(松浦)라는 이름은 1914년 4월 행정구역 개편 이후 고양군이 시로 승격하기 전인 1992년 1월까지 이 지역을 관할한 면인 고양군 송포면에서 따왔다. 송포면은 송산면(松山面)과 사포면(巳浦面)의 합면이다.

## 개요
송포동은 고양시의 서쪽에 있는 행정동으로, 이산포, 대화마을, 호미걸이, 환경사업소 등으로 유명하다. 일산 신도시의 바로 서쪽에 인접해 있으며, 일산서구에서 두번째로 면적이 넓다. 송포동은 동쪽으로 대화동, 주엽2동과, 서쪽으로 한강을 사이에 두고 김포시와, 남쪽으로 일산동구 장항1동과, 북쪽으로 가좌동, 덕이동과 경계를 이루고 있다.
송포동은 1990년대 후반까지는 일반적인 농촌의 모습을 가지고 있었으나, 대화마을 일대가 고층 아파트 지역으로 바뀌면서 현재는 아파트 거주 인구가 많은 비중을 차지하고 있다. 반면, 법곳동 지역은 여전히 논과 단독 주택 등으로 이루어진 농촌마을의 모습을 유지하고 있다. 송포동은 대부분이 넓은 평야지대이며, 대화마을 외에는 창고형 건물과 비닐 하우스 등이 증가하고 있는 실정이다.
송포동은 이산포 분기점을 이용하여 인근 지역으로의 이동이 용이하고 마을 뒤로 대도시가 없어 좋은 주거 환경을 가지고 있다, 인근의 대화역도 쉽게 접근 할 수 있는 가까운 거리에 있고 상가와의 거리도 가까우며 관내에 초중고가 있어서 교육여건도 좋은 편이다. 법곳동의 경우 고양시 최대의 포구 중 하나인 이산포가 있던 곳으로, 지금도 어업에 종사하는 주민이 있다.

## 법정동
- 대화동 일부
- 법곳동(法串洞)

## 교육
- 대화초등학교
- 고양한내초등학교
- 대화중학교
- 대화고등학교

## 아파트
| 단지명                        | 건설사       | 시행사 | 주소                                | 입주        | 비고 |
| ----------------------------- | ------------ | --- | ----------------------------------- | ----------- | ---- |
| 대화마을 1단지 킨텍스자이     | ㈜엘지건설   | ㈜웅보개발 | 일산서구 대화1로 21                 | 2002년 5월  |      |
| 대화마을 2단지 한라           | ㈜한라건설   | 진양건설㈜ | 일산서구 대화2로 68                 | 2002년 9월  |      |
| 대화마을 3단지 동문           | ㈜동문건설   | ㈜동문건설 | 일산서구 대화1로 51                 | 2002년 10월 |      |
| 대화마을 5단지 킨텍스휴먼빌   | ㈜일신건영   | 일신건영일산제1지역주택조합 일신건영일산제2지역주택조합 일신건영일산제3지역주택조합 일신건영일산제4지역주택조합 일신건영일산제5지역주택조합 일신건영㈜ | 일산서구 대화1로 61 (5단지)         | 2003년 8월  |      |
| 대화마을 6단지 킨텍스휴먼빌   | ㈜일신건영   | 일신건영일산제1지역주택조합 일신건영일산제2지역주택조합 일신건영일산제3지역주택조합 일신건영일산제4지역주택조합 일신건영일산제5지역주택조합 일신건영㈜ | 일산서구 대화2로 121 (6단지)        | 2003년 8월  |      |
| 대화마을 8단지 킨텍스아이파크 | 현대산업개발 | 일산대화현대제1지구주택조합 일산대화현대제2지구주택조합                                                                                                | 일산서구 송포로 11 (8단지)          | 2003년 6월  |      |
| 대화마을 9단지 킨텍스아이파크 | 현대산업개발 | 일산대화현대제1지구주택조합 일산대화현대제2지구주택조합                                                                                                | 일산서구 고양대로255번길 45 (9단지) | 2003년 6월  |      |
| 대화마을 7단지 양우내안애     | 양우건설     | 일산대화양우연합주택조합 | 일산서구 대화1로 70                 | 2003년 6월  |      |

## 기관
- 일산수질복원센터
- KINTEX 제2전시장

## 유통
- 이마트타운 킨텍스